# Rabia Lamalsa
Rabia Lamalsa, née le 4 février 1989, est une lutteuse algérienne.

## Carrière
Rabia Lamalsa est médaillée d'argent en moins de 59 kg aux Championnats d'Afrique 2009 à Casablanca. En 2015, elle est médaillée d'argent en moins de 55 kg aux Championnats d'Afrique à Alexandrie et médaillée d'argent en moins de 55 kg aux Jeux méditerranéens de plage à Pescara. 